# Xyanide: Resurrection
Xyanide: Resurrection est un jeu vidéo de type shoot 'em up développé par Playlogic Entertainment et édité par Evolved Games, édité par Ertain, sorti en 2007 sur Windows, PlayStation 2 et PlayStation Portable.
Il fait suite à Xyanide.

## Accueil
- Jeuxvideo.com : 13/20[1]